# Lovćenac

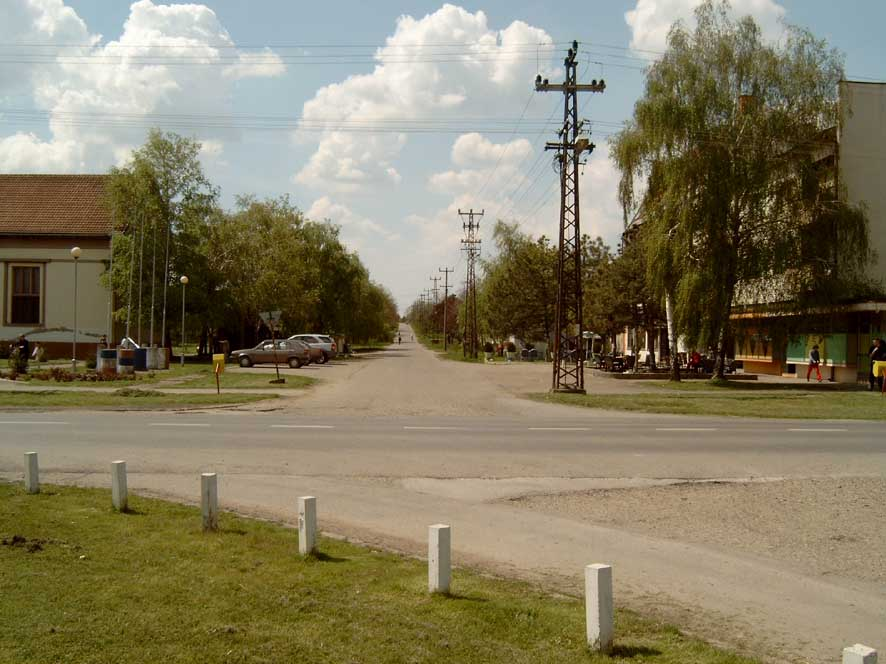
Straßenkreuzung in Lovćenac

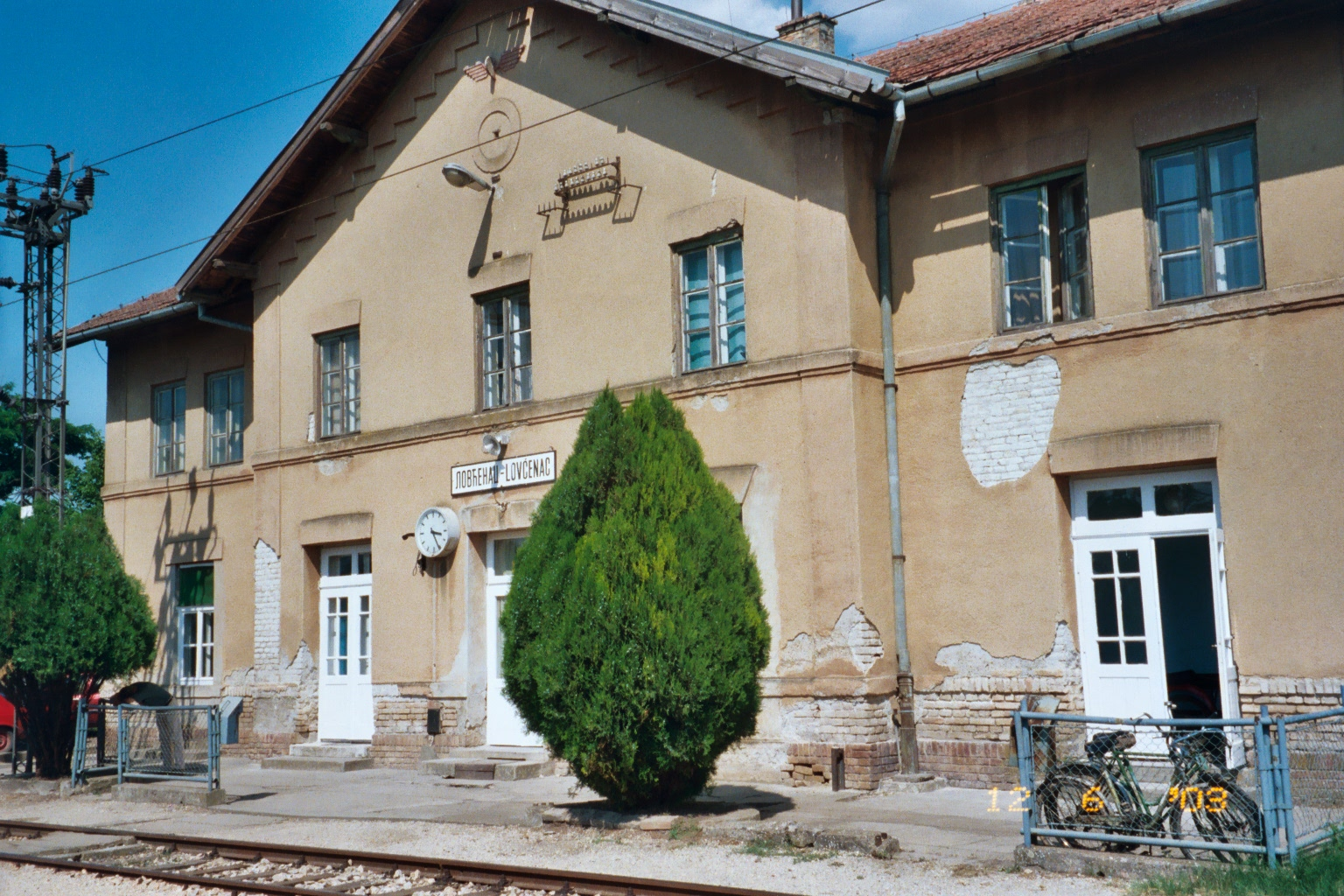
Bahnhofsgebäude

Lovćenac (serbisch-kyrillisch Ловћенац, deutsch Sekitsch, ungarisch Szeghegy) ist ein Dorf in der serbischen Batschka in der Gemeinde Mali Iđoš.
Montenegriner stellen mehr als die Hälfte der Bevölkerung. Das Dorf ist somit das einzige der Gemeinde, in dem Ungarn nicht in der Mehrheit sind.

## Geschichte
Der Ort wurde zum ersten Mal 1570 unter dem ungarischen Namen Szeghegy erwähnt. Durch die Türkenkriege verödet, wurde der Ort 1786 durch evangelische deutsche Siedler neugegründet. Mit Ende des Ersten Weltkriegs fiel der Großteil der Batschka an Jugoslawien und der offizielle Ortsname wurde zu Sekic (deutsch: Sekitsch) geändert. Am 18. Oktober 1944 erreichten sowjetische Soldaten das Dorf. Ein Teil der mehrheitlich deutschen Bevölkerung wurde zur Zwangsarbeit abbestellt und in Folge vertrieben. Kirche und Friedhof wurden eingeebnet. Der nun zum zweiten Mal in seiner Geschichte verödete Ort, wurde schließlich mit Montenegrinern wiederbesiedelt.

## Einwohner
Laut der Volkszählung aus dem Jahre 2002 gab es im Dorf 3.693 Einwohner. Davon waren unter anderem:
|               | Anzahl | Prozent |
| Gesamt        | 3.536  | 100     |
| Montenegriner | 2.100  | 56,86   |
| Serben        | 1.242  | 33,63   |
| Magyaren      | 107    | 2,89    |
| Kroaten       | 27     | 0,73    |
| Russinen      | 18     | 0,48    |
| Mazedonier    | 15     | 0,40    |
| Jugoslawen    | 14     | 0,37    |
| Muslime       | 6      | 0,16    |
| Deutsche      | 4      | 0,10    |
| Roma          | 3      | 0,08    |

Weitere Volkszählungen:
| 1948  | 1953  | 1961  | 1971  | 1981  | 1991  | 2002  | 2011  |
| ----- | ----- | ----- | ----- | ----- | ----- | ----- | ----- |
| 4.791 | 4.413 | 4.800 | 4.159 | 4.016 | 4.049 | 3.693 | 3.151 |

### Verkehr
Der Bahnhof an der Bahnstrecke Belgrad–Subotica liegt etwa anderthalb Kilometer (eine Meile) westlich des eigentlichen Ortes. Die Strecke wird derzeit nicht von Personenzügen bedient.

## Söhne und Töchter des Ortes
- Max Wagner (* 21. Mai 1931), Physiker, Professor für Theoretische Physik in Stuttgart[1]
- Danilo Popivoda (1947–2021), Fußballspieler